# 파하르 싱

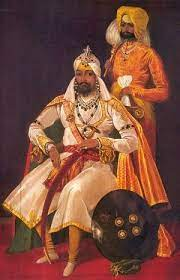

파하르 싱은 파리드코트 번왕국의 라자였다.

## 역사
파하르 싱은 1827년에 그의 조카 아타르 싱의 뒤를 이어 파리드코트의 왕위에 올랐다. 그의 통치는 22년 동안 지속되었고 평화와 번영으로 특징지어졌다. 그는 파리드코트에서 많은 마을들을 발견했고 우물을 팠다. 그는 시크 제국에 맞선 제1차 앵글로-시크 전쟁에서 영국 동인도 회사를 도왔다. 이 때문에, 그는 라자라는 칭호를 받았고 영국 정부에 의해 나바 라자에게 점령된 땅의 절반을 차지했다. 그는 1849년 4월에 사망했고 그의 유일한 생존한 아들 와지르 싱이 그의 뒤를 이었다.